# Rory Sutherland
Rory Sutherland (Canberra, 8 de febrero de 1982) es un ciclista australiano que fue profesional entre 2002 y 2020.

## Trayectoria
Debutó como profesional en 2002 en el equipo Rabobank Continental (filial del Rabobank ProTour). En 2004 además de ganar el campeonato australiano de ruta sub-23, venció en varias etapas en carreras de Bélgica, Países Bajos, Italia y Alemania, como la Flèche Hesbignonne Cras Avernas, el Olympia's Tour y el Giro d'Abruzzo, con lo cual se ganó un lugar en el equipo ProTour en 2005, llegando a participar del Giro de Italia.
El 23 de agosto de ese año, un control antodoping en la Vuelta a Alemania le dio resultado positivo y la Federación de Ciclismo de Bélgica (ya que su licencia estaba expedida en ese país) lo suspendió por 15 meses, tras lo cual debió estar inactivo durante 2006.
Para 2007 emigró a Estados Unidos al equipo Health Net presented by Maxxis y allí volvió a destacarse venciendo en varias carreras de categoría nacional como la Joe Martin Stage Race que ganó 3 años consecutivos (2007 al 2009), o la Nature Valley Grand Prix también 3 años seguidos (2008 al 2010), además de ser el ganador final del calendario nacional estadounidense en 2007 y 2008.
La temporada 2012 fue la más fructífera de Sutherland, logrando alzarse con victorias en carreras como el Tour de Gila y el Tour de Beauce. Además tuvo buenas actuaciones en el Tour de Utah y el USA Pro Cycling Challenge obteniendo etapas en ambas competiciones. Estos triunfos le otorgaron los puntos suficientes para coronarse campeón de UCI America Tour, tras lo cual se anunció su fichaje por 2 años con el Team Saxo-Tinkoff para la temporada 2013.
En 2015 fichó por el equipo español Movistar Team.
En septiembre de 2020 anunció su retirada al finalizar la temporada.

## Palmarés
2004
- Flèche Hesbignonne

2005
- 2.º en el Campeonato de Australia Contrarreloj

2007
- 2.º en el Campeonato de Australia Contrarreloj

2008
- 2.º en el Campeonato de Australia Contrarreloj
- 3.º en el Campeonato de Australia de Ruta

2012
- Tour de Gila, más 1 etapa
- Tour de Beauce
- 1 etapa del Tour de Utah
- 1 etapa del USA Pro Cycling Challenge
- UCI America Tour

2017
- Vuelta a La Rioja

## Resultados en Grandes Vueltas y Campeonatos del Mundo
| Carrera         | Carrera         | 2002 | 2003 | 2004 | 2005  | 2006 | 2007 | 2008 | 2009 | 2010 | 2011 | 2012 | 2013 | 2014 | 2015  | 2016  | 2017  | 2018  | 2019 | 2020  |
| --------------- | --------------- | ---- | ---- | ---- | ----- | ---- | ---- | ---- | ---- | ---- | ---- | ---- | ---- | ---- | ----- | ----- | ----- | ----- | ---- | ----- |
|                 | Giro de Italia  | —    | —    | —    | 108.º | —    | —    | —    | —    | —    | —    | —    | 97.º | —    | —     | 80.º  | 108.º | —     | —    | —     |
|                 | Tour de Francia | —    | —    | —    | —     | —    | —    | —    | —    | —    | —    | —    | —    | —    | —     | —     | —     | 106.º | —    | —     |
|                 | Vuelta a España | —    | —    | —    | —     | —    | —    | —    | —    | —    | —    | —    | —    | —    | 139.º | 130.º | —     | —     | —    | 129.º |
| Mundial en Ruta | Mundial en Ruta | —    | —    | —    | —     | —    | —    | —    | —    | —    | —    | —    | Ab.  | Ab.  | —     | —     | Ab.   | Ab.   | Ab.  | —     |

—: no participa

Ab.: abandono

## Equipos
- Rabobank Continental (2002-2004)
- Rabobank (2005)[5]
- UnitedHealthcare Pro Cycling Team (2007-2012)
  - Health Net presented by Maxxis (2007-2008)
  - Ouch presented by Maxxis (2009)
  - UnitedHealthcare presented by Maxxis (2010)
  - UnitedHealthcare Pro Cycling Team (2011-2012)
- Tinkoff-Saxo (2013-2014)
  - Team Saxo-Tinkoff (2013)
  - Tinkoff-Saxo (2014)
- Movistar Team (2015-2017)
- UAE Team Emirates (2018-2019)
- Israel Start-Up Nation[6] (2020)